# La Rivière (Manitoba)
Pour les articles homonymes, voir La Rivière.
La Rivière est un village situé dans la province du Manitoba au Canada. Il est peuplé d'environ 250 personnes.
Le village de La Rivière fut fondé en 1886 par des Métis franco-manitobains. Ils nommèrent ce hameau rural en raison de la rivière Pembina qui traverse le bourg.
Avec l'arrivée du chemin de fer, une émigration nouvelle arrive dès la fin du XIXe siècle et au début du XXe siècle, provenant d'Europe orientale. Les Métis s'établiront plus au Nord du côté de Notre-Dame-de-Lourdes.